# 100 Bullets
100 Bullets è una serie a fumetti scritta da Brian Azzarello e disegnata da Eduardo Risso (con copertine di Dave Johnson), pubblicata dalla DC Comics sotto l'etichetta Vertigo. È stata premiata con l'Eisner Award in varie edizioni e per diverse categorie.
Ha un'ambientazione di genere noir e pulp, che richiama la cifra stilistica di romanzieri come Elmore Leonard, Eddie Bunker, Dashiell Hammett, Raymond Chandler e che recupera le atmosfere di film di successo come Le iene e I soliti sospetti.

## Edizioni italiane
La serie è stata proposta in italiano inizialmente dall'editore Magic Press all'interno della rivista antologica mensile Vertigo Presenta. Lo stesso editore provvedeva, aperiodicamente, a raccogliere in volumi gli episodi precedentemente serializzati sulla rivista. Dal 2006 è l'editore Planeta DeAgostini, sempre con la consulenza dello staff editoriale Magic Press, a pubblicare in volumi brossurati la collana. Nel 2012 l'editore RW Edizioni sotto l'etichetta Lion ha iniziato una ristampa di tutti i numeri, pubblicandoli quattro per volta in volumi brossurati a cadenza bimensile. Nel 2022 l'editore Panini Comics inizia la ristampa in formato Deluxe, nella collana DC Black Label.

## Il videogioco
Il fumetto ha ispirato un omonimo videogioco, nel cui progetto era coinvolto anche Brian Azzarello. Si trattava di uno sparatutto e garantiva un'ottima interazione con i fondali, composto da 24 missioni e da 2 personaggi giocabili permettendo di avventurarsi sia per ambienti interni che esterni. Il gioco sarebbe dovuto uscire su Wii e altre piattaforme, ma non venne mai completato e pubblicato.